# Llista de l'art públic de Sarrià - Sant Gervasi
Llista de l'art públic de Sarrià - Sant Gervasi (Barcelona) inclòs en el catàleg raonat d'art públic editat per l'Ajuntament de Barcelona i la Universitat de Barcelona.
| Títol                                                                                   | Descripció | Autor/Data | Material                                         | Localització | Codi           | Imatge |
| --------------------------------------------------------------------------------------- | --- | --- | ------------------------------------------------ | --- | -------------- | --- |
| A Apel·les Mestres                                                                      | Dedicada a Apel·les Mestres | Escultor: Francesc Socías Arquitecte: Nicolau M. Rubió i Tudurí 1938 | marbre sobre pedestal aplacat de pedra           | Parc de la Font del Racó 41° 24′ 57″ N, 2° 07′ 55″ E / 41.41588°N,2.13182°E                                                       | 08019/5001-1   | A Apel·les Mestres (Francesc Socías) · Vegeu més fotos d'aquesta obra · Carregueu una nova foto d'aquesta obra                                                                  |
| A Josep Maluquer                                                                        | Dedicat a Josep Maluquer i Salvador | Escultor: Manuel Laviada 1947 | marbre blanc i granit                            | Jardins al Passatge Maluquer, 8 41° 24′ 34″ N, 2° 08′ 12″ E / 41.40932°N,2.13657°E                                                | 08019/5002-1   | A Josep Maluquer (Manuel Laviada) · Vegeu més fotos d'aquesta obra · Carregueu una nova foto d'aquesta obra                                                                     |
| Enginyeria tèxtil                                                                       | | Escultor: Àngel Ferrant 1961, reconstruïda en bronze 1999 | bronze (original de pedra artificial rosada)     | Pl. Ferran Casablancas 41° 24′ 05″ N, 2° 07′ 59″ E / 41.4014°N,2.13302°E                                                          | 08019/5003-1   | Enginyeria tèxtil (Àngel Ferrant) · Vegeu més fotos d'aquesta obra · Carregueu una nova foto d'aquesta obra                                                                     |
| La ben plantada                                                                         | | Escultora: Eloïsa Cerdan, signada 1961 | bronze                                           | Jardins Turó Parc 41° 23′ 41″ N, 2° 08′ 25″ E / 41.39464°N,2.14014°E                                                              | 08019/5004-1   | La ben plantada (Eloïsa Cerdan) · Vegeu més fotos d'aquesta obra · Carregueu una nova foto d'aquesta obra                                                                       |
| Dríade                                                                                  | | Escultor: Ricard Sala Arquitecte: Joaquim Casamor 1970 | bronze                                           | Jardins Vil·la Amèlia 41° 23′ 34″ N, 2° 07′ 22″ E / 41.39275°N,2.12267°E                                                          | 08019/5005-1   | Dríade (Ricard Sala) · Vegeu més fotos d'aquesta obra · Carregueu una nova foto d'aquesta obra                                                                                  |
| El Timbaler del Bruc                                                                    | Dedicada al timbaler del Bruc | Escultor: Frederic Marès, signada 1956, còpia d'un original de 1952 | bronze                                           | C. Corint 41° 24′ 12″ N, 2° 08′ 33″ E / 41.4033°N,2.14255°E                                                                       | 08019/5006-1   | El Timbaler del Bruc (Frederic Marès) · Vegeu més fotos d'aquesta obra · Carregueu una nova foto d'aquesta obra                                                                 |
| Biga de la Font de l'Aurora, Helios                                                     | Dedicada al déu Hèlios | Escultor: Joan Borrell i Nicolau 1928-1929, 1934, de nou en aquest emplaçament des de 1940                                                                                      | bronze                                           | Jardins Turó Parc 41° 23′ 44″ N, 2° 08′ 26″ E / 41.39547°N,2.14046°E                                                              | 08019/5007-1   | Biga de la Font de l'Aurora (Joan Borrell i Nicolau) · Vegeu més fotos d'aquesta obra · Carregueu una nova foto d'aquesta obra                                                  |
| Llagosta de Boston                                                                      | | Escultor: Shem Drowne, còpia actual de Lluís Ventós 1983, còpia en polièster d'un original de 1742 a Boston, còpia actual de 1990                                               | coure daurat (inicialment de poliester)          | Pl. Boston 41° 24′ 12″ N, 2° 08′ 26″ E / 41.40329°N,2.14056°E                                                                     | 08019/5008-1   | Llagosta de Boston (Shem Drowne) · Vegeu més fotos d'aquesta obra · Carregueu una nova foto d'aquesta obra                                                                      |
| L'encantador de serps                                                                   | | Escultor: Jules Anthone, signada Arquitecte: Joaquim Casamor 1887, adquirida el 1898, en aquest emplaçament des de 1970                                                         | bronze                                           | Jardins Vil·la Amèlia 41° 23′ 33″ N, 2° 07′ 21″ E / 41.39241°N,2.12259°E                                                          | 08019/5009-1   | L'encantador de serps (Jules Anthone) · Vegeu més fotos d'aquesta obra · Carregueu una nova foto d'aquesta obra                                                                 |
| Nimfa que es pentina, coneguda popularment com a Retortijo                              | | Escultor: Joan Borrell i Nicolau 1929, en aquest emplaçament des de 1968 | marbre blanc                                     | Pl. Joaquim Folguera 41° 24′ 20″ N, 2° 08′ 21″ E / 41.40542°N,2.13923°E                                                           | 08019/5010-1   | Nimfa que es pentina (Joan Borrell i Nicolau) · Vegeu més fotos d'aquesta obra · Carregueu una nova foto d'aquesta obra                                                         |
| A Francesc Viñas                                                                        | | Escultor: Josep Clarà, signada Dedicada a Francesc Viñas 1963 | bronze sobre granit                              | Jardins Turó Parc 41° 23′ 41″ N, 2° 08′ 30″ E / 41.39478°N,2.14167°E                                                              | 08019/5011-1   | A Francesc Viñas (Josep Clarà) · Vegeu més fotos d'aquesta obra · Carregueu una nova foto d'aquesta obra                                                                        |
| A Pau Casals [Viladomat]                                                                | Dedicada a Pau Casals | Escultor: Josep Viladomat, signada obra de 1940, en aquest emplaçament des de 1982. Actualment en curs de restauració                                                           | bronze                                           | Av. Pau Casals 41° 23′ 36″ N, 2° 08′ 36″ E / 41.39339°N,2.14332°E                                                                 | 08019/5012-1   | A Pau Casals (Josep Viladomat) · Vegeu més fotos d'aquesta obra · Carregueu una nova foto d'aquesta obra                                                                        |
| Al Doctor Andreu                                                                        | Dedicada a Salvador Andreu i Grau | Escultor: Eusebi Arnau amb la col·laboració de Joan Pujol, de la segona obra Maria Llimona Arquitecte: Enric Sagnier i Villavecchia 1927, 1936, 1952, 1996, 2007                | bronze, restitució en pedra                      | Camí dels Berenadors -Tibidabo- 41° 25′ 30″ N, 2° 07′ 12″ E / 41.425083°N,2.120034°E                                              | 08019/5015-1   | Al Doctor Andreu (Eusebi Arnau) · Modifica el valor a Wikidata · Carregueu una nova foto d'aquesta obra                                                                         |
| Creu de terme de Llavallol                                                              | Límit de terme entre Vallvidrera i Sant Just Desvern | Autor desconegut original del s. XVII, destruïda 1936, refeta 1959, destruïda 2006                                                                                              | pedra                                            | Camí de Can Llavallol -Masia Llavallol, Turó Llavallol- 41° 24′ 30″ N, 2° 05′ 48″ E / 41.408320°N,2.096606°E                      | 08019/5016-1   | Creu de terme de Llavallol · Vegeu més fotos d'aquesta obra · Carregueu una nova foto d'aquesta obra                                                                            |
| 23 d'abril, La lectura (desaparegut)                                                    | | Escultor: Antonio Ramón González 1961, retirada final dècada 1990 | pedra                                            | Jardins Moragas (originalment), ara en magatzem municipal                                                                         | 08019/5017-1   | Es creu que no es poden fer fotos lliures d'aquesta obra |
| Joventut                                                                                | | Escultor: Josep Manuel Benedicto Paisatge: Nicolau M. Rubió i Tudurí 1952 | marbre blanc                                     | Pl. Francesc Macià 41° 23′ 33″ N, 2° 08′ 41″ E / 41.39259°N,2.14466°E                                                             | 08019/5019-1   | Joventut (Josep Manuel Benedicto) · Vegeu més fotos d'aquesta obra · Carregueu una nova foto d'aquesta obra                                                                     |
| Ofèlia ofegada                                                                          | | Escultor: Francisco López Hernández Arquitectes: Elías Torres, José Antonio Martínez Lapeña obra original de 1964, en aquest emplaçament des de 1986                            | bronze                                           | Jardins Vil·la Cecília 41° 23′ 36″ N, 2° 07′ 19″ E / 41.3932°N,2.12207°E                                                          | 08019/5020-1   | Ofèlia ofegada (Francisco López Hernández) · Vegeu més fotos d'aquesta obra · Carregueu una nova foto d'aquesta obra                                                            |
| Espai / Temps                                                                           | | Escultor: Josep Maria Subirachs, signada Arquitecte: Jordi Mir i Valls 1967 | bronze sobre base aplacada de travertí           | Pl. Gal·la Placídia amb Marià Cubí, Edifici Mercuri 41° 23′ 59″ N, 2° 09′ 07″ E / 41.39966°N,2.15183°E                            | 08019/5022-1   | Espai / Temps (Josep Maria Subirachs) · Vegeu més fotos d'aquesta obra · Carregueu una nova foto d'aquesta obra                                                                 |
| Columnes de terme                                                                       | | Escultor: Xavier Corberó 1988 | marbre blanc sobre acer corten                   | Pl. John F. Kennedy 41° 24′ 35″ N, 2° 08′ 14″ E / 41.40979°N,2.13713°E                                                            | 08019/5023-1   | Columnes de terme (Xavier Corberó) · Vegeu més fotos d'aquesta obra · Carregueu una nova foto d'aquesta obra                                                                    |
| Al Doctor Hahnemann                                                                     | Dedicada a Samuel Hahnemann | Escultora: Marta Polo, signada Arquitecta: María Luisa Aguado 1990 | pedra artificial                                 | Jardins del Doctor Hahnemann 41° 23′ 31″ N, 2° 08′ 14″ E / 41.39196°N,2.13723°E                                                   | 08019/5024-1   | Al Doctor Hahnemann (Marta Polo) · Vegeu més fotos d'aquesta obra · Carregueu una nova foto d'aquesta obra                                                                      |
| Porta de Sarrià                                                                         | | Escultor: Emili Armengol 1993 | acer corten, acer inoxidable i llautó            | Via Augusta amb pg. Bonanova 41° 24′ 03″ N, 2° 07′ 22″ E / 41.40094°N,2.12269°E                                                   | 08019/5025-1   | Porta de Sarrià (Emili Armengol) · Vegeu més fotos d'aquesta obra · Carregueu una nova foto d'aquesta obra                                                                      |
| A Joaquim Folguera                                                                      | Inscripció: La glòria, Senyor, és fum, / i per donar-la més humana, / munta amb la gràcia pagana / d'una mica de perfum / Joaquim Folguera i Poal / 1893-1993 | Disseny: Anna Ribas 1993 | granit negre                                     | Pl. Joaquim Folguera 41° 24′ 20″ N, 2° 08′ 21″ E / 41.40561°N,2.13903°E                                                           | 08019/5026-1   | A Joaquim Folguera (Anna Ribas) · Carregueu una nova foto d'aquesta obra |
| A Pau Casals [Apel·les Fenosa]                                                          | | Escultor: Apel·les Fenosa, signada obra de 1976, en aquest emplaçament des de 1982                                                                                              | bronze                                           | Av. Pau Casals 41° 23′ 39″ N, 2° 08′ 31″ E / 41.39404°N,2.14204°E                                                                 | 08019/5027-1   | A Pau Casals (Apel·les Fenosa) · Vegeu més fotos d'aquesta obra · Carregueu una nova foto d'aquesta obra                                                                        |
| A Pere Castelló                                                                         | | Escultor: Ponciano Ponzano, signada com "Ponciano Zaragozano" còpia d'un original del segle xix. 1994                                                                           | bronze sobre base de pedra de Montjuïc           | Pl. Pere Castelló 41° 23′ 31″ N, 2° 08′ 08″ E / 41.39204°N,2.13557°E                                                              | 08019/5028-1   | A Pere Castelló (Ponciano Ponzano) · Vegeu més fotos d'aquesta obra · Carregueu una nova foto d'aquesta obra                                                                    |
| L'Oiseau                                                                                | | Escultor: Jean-Michel Folon, signada 1995 | bronze                                           | Jardins Turó Parc 41° 23′ 42″ N, 2° 08′ 24″ E / 41.39497°N,2.14001°E                                                              | 08019/5029-1   | L'Oiseau (Jean-Michel Folon) · Vegeu més fotos d'aquesta obra · Carregueu una nova foto d'aquesta obra                                                                          |
| Pastor del flabiol. A Emili Mira, Le Berger à la flûte                                  | | Escultor: Pau Gargallo, signada Arquitecte: Francesc Xavier Pigrau Paisatge: María Luisa Aguado, Josep Maria Julià Dedicada a Emili Mira 1995, còpia d'un original de 1927-1928 | bronze                                           | Pl. Emili Mira 41° 24′ 36″ N, 2° 07′ 50″ E / 41.410103°N,2.130511°E                                                               | 08019/5030-1   | Pastor del flabiol. A Emili Mira (Pau Gargallo) · Vegeu més fotos d'aquesta obra · Carregueu una nova foto d'aquesta obra                                                       |
| Jardins de Josep Amat                                                                   | | Disseny: Anna Ribas, reprodueix un autoretrat de Josep Amat 1997, retorn de l'obra al seu emplaçament original 2010                                                             | marbre verd                                      | Ronda General Mitre 41° 24′ 19″ N, 2° 08′ 34″ E / 41.40536°N,2.14287°E                                                            | 08019/5031-1   | Jardins de Josep Amat (Anna Ribas) · Carregueu una nova foto d'aquesta obra |
| Cérvols                                                                                 | | Escultora: Núria Tortras, signada 1973 | bronze                                           | C. Major del Rectoret, 2, Escola d'educació especial Vil·la Joana 41° 25′ 19″ N, 2° 05′ 53″ E / 41.42202°N,2.09794°E              | 08019/5032-1   | Carregueu una nova foto d'aquesta obra |
| Pomona                                                                                  | Representant la deessa Pomona | Escultor: Josep Clarà, signada 1938, en aquest emplaçament des de 1997 | bronze                                           | Pl. del Consell de la Vila, Sarrià 41° 23′ 57″ N, 2° 07′ 17″ E / 41.39917°N,2.12138°E                                             | 08019/5033-1   | Pomona (Josep Clarà) · Vegeu més fotos d'aquesta obra · Carregueu una nova foto d'aquesta obra                                                                                  |
| A Antoni Gaudí                                                                          | | Escultor: Joaquim Camps, signada Arquitecte: Antoni Gaudí 1999, sobre arquitectura de c. 1903                                                                                   | bronze sota arquitectura                         | Pg. de Manuel Girona, entrada antiga Casa Miralles 41° 23′ 30″ N, 2° 07′ 35″ E / 41.39176°N,2.1264°E                              | 08019/5034-1   | A Antoni Gaudí (Joaquim Camps) · Vegeu més fotos d'aquesta obra · Carregueu una nova foto d'aquesta obra                                                                        |
| Al General Artigas                                                                      | Dedicat a José Gervasio Artigas | Escultor: Juan Luis Blanes, signada 2001 | bronze sobre pedestal de pedra artificial        | C. Montevideo, entrada al parc de l'Oreneta 41° 24′ 00″ N, 2° 06′ 50″ E / 41.39998°N,2.11385°E                                    | 08019/5035-1   | Al General Artigas (Juan Luis Blanes) · Vegeu més fotos d'aquesta obra · Carregueu una nova foto d'aquesta obra                                                                 |
| Escultura de Llum                                                                       | | Escultors: Jaume Barrera, Carme de la Calzada 2000 | llums de colors                                  | C. Bon Pastor 41° 23′ 40″ N, 2° 09′ 00″ E / 41.39453°N,2.14999°E                                                                  | 08019/5036-1   | Escultura de Llum · Vegeu més fotos d'aquesta obra · Carregueu una nova foto d'aquesta obra                                                                                     |
| A Manuel Carrasco i Formiguera                                                          | Dedicada a Manuel Carrasco i Formiguera | Escultor: Josep Admetlla 2003 | acer inoxidable i planxes d'acer                 | Pl. Adrià 41° 24′ 05″ N, 2° 08′ 22″ E / 41.40152°N,2.13947°E                                                                      | 08019/5037-1   | A Manuel Carrasco i Formiguera (Josep Admetlla) · Vegeu més fotos d'aquesta obra · Carregueu una nova foto d'aquesta obra                                                       |
| Joan Maragall                                                                           | Dedicada a Joan Maragall | Escultor: Ernest Maragall i Noble Arquitecte: Jordi Garcés 2010 | bronze i pedra artificial                        | Pl. Molina 41° 24′ 03″ N, 2° 08′ 49″ E / 41.4009°N,2.14696°E                                                                      | 08019/5039-1   | Joan Maragall (Ernest Maragall i Noble) · Vegeu més fotos d'aquesta obra · Carregueu una nova foto d'aquesta obra                                                               |
| Alba                                                                                    | | Escultor: Martí Llauradó 2010 | bronze i pedra de Sant Vicenç                    | Pl. de Martí Llauradó -jardins- 41° 23′ 41″ N, 2° 07′ 52″ E / 41.3947°N,2.1311°E                                                  | 08019/5040-1   | Alba (Martí Llauradó) · Vegeu més fotos d'aquesta obra · Carregueu una nova foto d'aquesta obra                                                                                 |
| Winston Churchill                                                                       | Dedicada a Winston Churchill | Escultor: Pep Codó 2012 | pedra de basalt                                  | Jardins de Winston Churchill 41° 23′ 51″ N, 2° 07′ 57″ E / 41.397539°N,2.132581°E                                                 | 08019/5041-1   | Winston Churchill (Pep Codó) · Vegeu més fotos d'aquesta obra · Carregueu una nova foto d'aquesta obra                                                                          |
| Maternitat, Grup (desaparegut)                                                          | | Escultor: Camil Fàbregas 1961, retirada dècada 1980 |                                                  | Parc de Monterols | 08019/5301-1   | Es creu que no es poden fer fotos lliures d'aquesta obra |
| Banyant-se, Nu (desaparegut)                                                            | | Escultor: Jaume Martrús 1970, destrossada i retirada final dècada 1980 | bronze                                           | Jardins de la Vil·la Amèlia | 08019/5302-1   | Es creu que no es poden fer fotos lliures d'aquesta obra |
| La Barcelona romana (desaparegut)                                                       | Commemoració del 50è aniversari de La Seda de Barcelona | Escultor: Josep Maria Subirachs 1975, traslladada dècada 1990 |                                                  | Via Augusta, 197, ara en la seu del Prat de Llobregat                                                                             | 08019/5303-1   | Es creu que no es poden fer fotos lliures d'aquesta obra |
| Far olímpic (desaparegut)                                                               | Promogut per l'empresa IBM | Escultor: Josep Lluscà 1990, desaparegut en traslladar la seu | polièster, fibra de vidre i llum                 | Via Augusta, 210 | 08019/5304-1   | Carregueu una nova foto d'aquesta obra |
| Sculptural Environment in Sarrià, Emokimonos                                            | | Escultor: Angel Orensanz Enginyer: Joan Ramon de Clascà 1973 | ceràmica                                         | FGC Estació Sarrià - accés per Via Augusta amb c. Pau Alcover- 41° 23′ 54″ N, 2° 07′ 32″ E / 41.398264°N,2.125547°E               | 08019/5430-1   | Sculptural Environment in Sarrià (Angel Orensanz) · Es creu que no es poden fer fotos lliures d'aquesta obra                                                                    |
| FFGC Estació Sarrià. Cosmologia catalana                                                | | Escultor: Lluís Bosch Martí, amb la col·laboració de Joaquim Monsalvatge i Jaume Toldrà. 1976                                                                                   |                                                  | FGC Estació Sarrià - Accés per Via Augusta amb c. Pau Alcover 41° 23′ 55″ N, 2° 07′ 30″ E / 41.398663°N,2.124979°E                | 08019/5431-1   | FFGC Estació Sarrià. Cosmologia catalana (Lluís Bosch Martí) · Vegeu més fotos d'aquesta obra · Carregueu una nova foto d'aquesta obra                                          |
| A Alexandre Cirici                                                                      | | Disseny: Pere Casajoana 1984 | pèrgola metàl·lica amb base aplacada de pedra    | Pl. Alexandre Cirici 41° 23′ 38″ N, 2° 07′ 15″ E / 41.3938°N,2.12072°E                                                            | 08019/5601-1   | Carregueu una nova foto d'aquesta obra |
| Portes accés a la Vil·la Cecília i a Vil·la Amèlia                                      | | Disseny: Elías Torres, José Antonio Martínez Lapeña 1986 | planxa d'acer galvanitzada i pintada             | Jardins Vil·la Cecília 41° 23′ 36″ N, 2° 07′ 20″ E / 41.39325°N,2.12222°E                                                         | 08019/5620-0   | Portes accés a la Vil·la Cecília i a Vil·la Amèlia · Vegeu més fotos d'aquesta obra · Carregueu una nova foto d'aquesta obra                                                    |
| Mitgera Mitre-Tres Torres                                                               | | Disseny: Pepita Teixidor 1987 | arquitectura                                     | C. Tres Torres, 40, façana Ronda General Mitre, 54-56 41° 23′ 46″ N, 2° 08′ 02″ E / 41.39611°N,2.13402°E                          | 08019/5621-1   | Mitgera Mitre-Tres Torres (Pepita Teixidor) · Vegeu més fotos d'aquesta obra · Carregueu una nova foto d'aquesta obra                                                           |
| Mitgera Pàdua-Mitre                                                                     | | Disseny: Yago Conde | arquitectura                                     | C. Pàdua amb Ronda General Mitre 41° 24′ 21″ N, 2° 08′ 46″ E / 41.40592°N,2.14616°E                                               | 08019/5622-1   | Mitgera Pàdua-Mitre (Yago Conde) · Vegeu més fotos d'aquesta obra · Carregueu una nova foto d'aquesta obra                                                                      |
| Ricardo Zamora                                                                          | | | formigó i acer                                   | Av. Sarrià amb Ricardo Villa 41° 23′ 32″ N, 2° 07′ 58″ E / 41.3923°N,2.1329°E                                                     | 08019/5714-1   | Ricardo Zamora · Vegeu més fotos d'aquesta obra · Carregueu una nova foto d'aquesta obra                                                                                        |
| Font de la Plaça Molina. Homenatge al poble                                             | | Autor desconegut anterior a 1854 | pedra                                            | Pl. Molina 41° 24′ 03″ N, 2° 08′ 50″ E / 41.40083°N,2.1472°E                                                                      | 08019/5801-1   | Font de la Plaça Molina. Homenatge al poble · Vegeu més fotos d'aquesta obra · Carregueu una nova foto d'aquesta obra                                                           |
| Al municipi                                                                             | | Autor desconegut 1873, reconstruïda 1984 | ferro colat                                      | Pl. Artós 41° 23′ 45″ N, 2° 07′ 31″ E / 41.39587°N,2.1253°E                                                                       | 08019/5802-1   | Al municipi · Vegeu més fotos d'aquesta obra · Carregueu una nova foto d'aquesta obra                                                                                           |
| Font de Sant Vicenç de Sarrià                                                           | | Autor desconegut, l'escultura s'ha atribuït a Nicolau Travé ant. 1854, algunes fonts daten l'escultura en 1793, en l'actual emplaçament des de 1896                             | pedra                                            | Pl. Sant Vicenç de Sarrià 41° 23′ 50″ N, 2° 07′ 27″ E / 41.39735°N,2.12422°E                                                      | 08019/5803-1   | Font de Sant Vicenç de Sarrià · Vegeu més fotos d'aquesta obra · Carregueu una nova foto d'aquesta obra                                                                         |
| Font de la Bonanova                                                                     | | Autor desconegut 1861 | pedra                                            | Pl. Bonanova 41° 24′ 23″ N, 2° 08′ 02″ E / 41.40639°N,2.13378°E                                                                   | 08019/5804-1   | Font de la Bonanova · Vegeu més fotos d'aquesta obra · Carregueu una nova foto d'aquesta obra                                                                                   |
| Font amb relleu de nens                                                                 | | Autor desconegut 1947 | pedra calcària                                   | Parc de Monterols 41° 24′ 08″ N, 2° 08′ 30″ E / 41.40212°N,2.14157°E                                                              | 08019/5805-1   | Font amb relleu de nens · Vegeu més fotos d'aquesta obra · Carregueu una nova foto d'aquesta obra                                                                               |
| Font de la Lliçó                                                                        | | Escultor: Manuel Silvestre de Edeta, signada 1961 | pedra sobre pedestal d'obra vista                | Pl. Adrià 41° 24′ 05″ N, 2° 08′ 21″ E / 41.40125°N,2.1391°E                                                                       | 08019/5806-1   | Font de la Lliçó (Manuel Silvestre de Edeta) · Vegeu més fotos d'aquesta obra · Carregueu una nova foto d'aquesta obra                                                          |
| Font de la plaça Cardona                                                                | | 1880 | ferro                                            | Pl. Cardona 41° 23′ 53″ N, 2° 08′ 54″ E / 41.39811°N,2.14824°E                                                                    | 08019/5809-1   | Font de la plaça Cardona · Vegeu més fotos d'aquesta obra · Carregueu una nova foto d'aquesta obra                                                                              |
| Les fonts de la Tamarita                                                                | | Autor desconegut 1920, 1994 | marbre                                           | Jardins de la Tamarita 41° 24′ 38″ N, 2° 08′ 07″ E / 41.41054°N,2.13525°E                                                         | 08019/5820-1   | Les fonts de la Tamarita · Vegeu més fotos d'aquesta obra · Carregueu una nova foto d'aquesta obra                                                                              |
| Cascada del parc de l'Oreneta (desaparegut)                                             | | Disseny: Josep Fontseré (atr.) 1863 | pedra, maó i terracota                           | Parc de l'Oreneta | 08019/5821-1   | Cascada del parc de l'Oreneta · Carregueu una nova foto d'aquesta obra |
| Els Sarriera                                                                            | | Escultor: Joaquim de Setmenat i Sarriera (atrib.) c. 1955 | pedra arenisca                                   | Jardins de Can Sentmenat 41° 24′ 11″ N, 2° 06′ 53″ E / 41.40304°N,2.11475°E                                                       | 08019/5911-2   | Els Sarriera (Joaquim de Setmenat i Sarriera) · Vegeu més fotos d'aquesta obra · Carregueu una nova foto d'aquesta obra                                                         |
| Els Sentmenat                                                                           | | Escultor: Joaquim de Setmenat i Sarriera (atrib.) c. 1955 | pedra arenisca                                   | Jardins de Can Sentmenat 41° 24′ 11″ N, 2° 06′ 53″ E / 41.40293°N,2.11468°E                                                       | 08019/5911-3   | Els Sentmenat (Joaquim de Setmenat i Sarriera) · Vegeu més fotos d'aquesta obra · Carregueu una nova foto d'aquesta obra                                                        |
| Els Ciutadilla                                                                          | | Escultor: Joaquim de Setmenat i Sarriera (atrib.) c. 1955 | pedra arenisca                                   | Jardins de Can Sentmenat 41° 24′ 10″ N, 2° 06′ 53″ E / 41.40281°N,2.11462°E                                                       | 08019/5911-4   | Els Ciutadilla (Joaquim de Setmenat i Sarriera) · Vegeu més fotos d'aquesta obra · Carregueu una nova foto d'aquesta obra                                                       |
| Els Patiño                                                                              | | Escultor: Joaquim de Setmenat i Sarriera (atrib.) c. 1955 | pedra arenisca                                   | Jardins de Can Sentmenat 41° 24′ 09″ N, 2° 06′ 52″ E / 41.40257°N,2.1145°E                                                        | 08019/5911-5   | Els Patiño (Joaquim de Setmenat i Sarriera) · Vegeu més fotos d'aquesta obra · Carregueu una nova foto d'aquesta obra                                                           |
| Els Jordan de Urries                                                                    | | Escultor: Joaquim de Setmenat i Sarriera (atrib.) c. 1955 | pedra arenisca                                   | Jardins de Can Sentmenat 41° 24′ 11″ N, 2° 06′ 53″ E / 41.40314°N,2.1148°E                                                        | 08019/5911-6   | Els Jordan de Urries (Joaquim de Setmenat i Sarriera) · Vegeu més fotos d'aquesta obra · Carregueu una nova foto d'aquesta obra                                                 |
| Els Osorio                                                                              | | Escultor: Joaquim de Setmenat i Sarriera (atrib.) c. 1955 | pedra arenisca                                   | Jardins de Can Sentmenat 41° 24′ 09″ N, 2° 06′ 52″ E / 41.40247°N,2.11445°E                                                       | 08019/5911-7   | Els Osorio (Joaquim de Setmenat i Sarriera) · Vegeu més fotos d'aquesta obra · Carregueu una nova foto d'aquesta obra                                                           |
| Els Despujol                                                                            | | Escultor: Joaquim de Setmenat i Sarriera (atrib.) c. 1955 | pedra arenisca                                   | Jardins de Can Sentmenat 41° 24′ 10″ N, 2° 06′ 52″ E / 41.40268°N,2.11456°E                                                       | 08019/5911-8   | Els Despujol (Joaquim de Setmenat i Sarriera) · Vegeu més fotos d'aquesta obra · Carregueu una nova foto d'aquesta obra                                                         |
| General romà                                                                            | | Autor desconegut c. 1895 | marbre blanc                                     | Jardins de la Tamarita 41° 24′ 38″ N, 2° 08′ 07″ E / 41.41053°N,2.13514°E                                                         | 08019/5913-1   | General romà (anònim) · Vegeu més fotos d'aquesta obra · Carregueu una nova foto d'aquesta obra                                                                                 |
| Àsia                                                                                    | | Escultor: Virginio Arias c. 1895 | marbre blanc                                     | Jardins de la Tamarita 41° 24′ 38″ N, 2° 08′ 06″ E / 41.41062°N,2.13505°E                                                         | 08019/5913-2   | Àsia (Virginio Arias) · Vegeu més fotos d'aquesta obra · Carregueu una nova foto d'aquesta obra                                                                                 |
| Àfrica                                                                                  | | Escultor: Virginio Arias c. 1895 | marbre blanc                                     | Jardins de la Tamarita 41° 24′ 38″ N, 2° 08′ 07″ E / 41.41069°N,2.1352°E                                                          | 08019/5913-3   | Àfrica (Virginio Arias) · Vegeu més fotos d'aquesta obra · Carregueu una nova foto d'aquesta obra                                                                               |
| Amèrica                                                                                 | | Escultor: Virginio Arias c. 1895 | marbre blanc                                     | Jardins de la Tamarita 41° 24′ 38″ N, 2° 08′ 07″ E / 41.4106°N,2.13527°E                                                          | 08019/5913-4   | Amèrica (Virginio Arias) · Vegeu més fotos d'aquesta obra · Carregueu una nova foto d'aquesta obra                                                                              |
| Al llibre, Sur le livre                                                                 | | Escultor: Josep Guinovart, signada 1992 | acer corten i acer inoxidable                    | C. Moià, 5, Institut Francès 41° 23′ 43″ N, 2° 09′ 06″ E / 41.3953°N,2.15176°E                                                    | 08019/5914-1   | Al llibre (Josep Guinovart) · Vegeu més fotos d'aquesta obra · Carregueu una nova foto d'aquesta obra                                                                           |
| Sense títol (desaparegut)                                                               | | Escultora: Pia Crozet 1978, retirada 2001 | ferro                                            | C. Moià, 8, Institut Francès | 08019/5915-1   | Carregueu una nova foto d'aquesta obra |
| Llagost i façana del Col·legi Oficial d'Aparelladors i Arquitectes Tècnics de Barcelona | | Concepció i disseny: Joan Brossa; realització del llagost: Josep Pla Narbona. 1993                                                                                              | resina acolorida                                 | Bon Pastor, 5 41° 23′ 40″ N, 2° 08′ 59″ E / 41.39454°N,2.14986°E                                                                  | 08019/5916-1   | Llagost i façana del Col·legi Oficial d'Aparelladors i Arquitectes Tècnics de Barcelona (Joan Brossa) · Vegeu més fotos d'aquesta obra · Carregueu una nova foto d'aquesta obra |
| Kobé                                                                                    | | Escultor: Etienne Krähenbühl 1996, col·locada 2009 | acer corten                                      | Alfons XII, 95-105 41° 24′ 05″ N, 2° 08′ 47″ E / 41.40125°N,2.14643°E                                                             | 08019/5917-1   | Kobé (Etienne Krähenbühl) · Vegeu més fotos d'aquesta obra · Carregueu una nova foto d'aquesta obra                                                                             |
| Sense títol                                                                             | Mural en la façana de la planta baixa de l'Escola Suïssa | A partir de una pintura de Martin Cleis 1984, 2007 | ceràmica                                         | Alfons XII, 95-105, Escola Suïssa 41° 24′ 05″ N, 2° 08′ 47″ E / 41.40129°N,2.14625°E                                              | 08019/5918-1   | Sense títol (segons Martin Cleis) · Vegeu més fotos d'aquesta obra · Carregueu una nova foto d'aquesta obra                                                                     |
| Sant Jordi (desaparegut)                                                                | | Escultor: Joaquim Ros i Sabaté, signada 1962 | bronze                                           | Via Augusta, 269-273, entrada Clínica Sant Jordi 41° 23′ 52″ N, 2° 07′ 55″ E / 41.39766°N,2.13203°E                               | 08019/5920-1   | Carregueu una nova foto d'aquesta obra |
| Vocació de curar                                                                        | | Escultor: Ramon Cuello, signada 1995 | relleu de bronze i monòlit de pedra              | C. Sant Casimir, entrada Clínica Sagrada Família 41° 24′ 02″ N, 2° 08′ 05″ E / 41.40055°N,2.13479°E                               | 08019/5922-1   | Vocació de curar (Ramon Cuello) · Vegeu més fotos d'aquesta obra · Carregueu una nova foto d'aquesta obra                                                                       |
| Sant Joan Baptista de La Salle                                                          | | Escultor: Alexandre Falguière (còpia), Pere Carbonell (base), Ramon Pericay (reconstrucció) 1914, figura reconstruïda (marbre) c. 1947, reconstruïda (bronze) 2011              | marbre blanc sobre pedestal                      | Pg. de la Bonanova, 8, entrada La Salle Bonanova 41° 24′ 23″ N, 2° 07′ 58″ E / 41.40649°N,2.13277°E                               | 08019/5924-1   | Sant Joan Baptista de La Salle (Alexandre Falguière) · Carregueu una nova foto d'aquesta obra                                                                                   |
| Nu femení                                                                               | | Escultor: Josep Clarà, signada obra de 1930; en aquest emplaçament des de 2000                                                                                                  | bronze                                           | C. Calatrava amb Doctor Carulla, jardins Biblioteca Clarà 41° 23′ 59″ N, 2° 07′ 46″ E / 41.399848°N,2.129497°E                    | 08019/5925-1   | Nu femení (Josep Clarà) · Vegeu més fotos d'aquesta obra · Carregueu una nova foto d'aquesta obra                                                                               |
| Tors de dona                                                                            | | Escultor: Josep Clarà, signada obra de 1938; en aquest emplaçament des de 2000                                                                                                  | bronze                                           | C. Calatrava amb Doctor Carulla, jardins Biblioteca Clarà 41° 24′ 00″ N, 2° 07′ 47″ E / 41.399864°N,2.129685°E                    | 08019/5925-2   | Tors de dona (Josep Clarà) · Vegeu més fotos d'aquesta obra · Carregueu una nova foto d'aquesta obra                                                                            |
| Dona ajaguda                                                                            | | Escultor: Josep Clarà, signada obra de 1941; en aquest emplaçament des de 2000                                                                                                  | bronze                                           | C. Calatrava amb Doctor Carulla, jardins Biblioteca Clarà 41° 23′ 59″ N, 2° 07′ 46″ E / 41.399785°N,2.129478°E                    | 08019/5925-3   | Dona ajaguda (Josep Clarà) · Vegeu més fotos d'aquesta obra · Carregueu una nova foto d'aquesta obra                                                                            |
| Discòbol                                                                                | | Escultor: Josep Clarà, signada obra de 1953; en aquest emplaçament des de 2000                                                                                                  | bronze                                           | C. Calatrava amb Doctor Carulla, jardins Biblioteca Clarà 41° 24′ 00″ N, 2° 07′ 47″ E / 41.39993°N,2.12962°E                      | 08019/5925-4   | Discòbol (Josep Clarà) · Vegeu més fotos d'aquesta obra · Carregueu una nova foto d'aquesta obra                                                                                |
| Joventut                                                                                | | Escultor: Josep Clarà, signada obra de 1928; en aquest emplaçament des de 2000                                                                                                  | bronze                                           | C. Calatrava amb Doctor Carulla, jardins Biblioteca Clarà 41° 23′ 59″ N, 2° 07′ 47″ E / 41.399797°N,2.129615°E                    | 08019/5925-5   | Joventut (Josep Clarà) · Vegeu més fotos d'aquesta obra · Carregueu una nova foto d'aquesta obra                                                                                |
| Dona asseguda                                                                           | | Escultor: Josep Clarà, signada obra de 1945-1946; en aquest emplaçament des de 1947                                                                                             | terracota                                        | C. Calatrava amb Doctor Carulla, jardins Biblioteca Clarà 41° 23′ 59″ N, 2° 07′ 47″ E / 41.399751°N,2.129679°E                    | 08019/5925-6   | Dona asseguda (Josep Clarà) · Vegeu més fotos d'aquesta obra · Carregueu una nova foto d'aquesta obra                                                                           |
| Dona asseguda                                                                           | | Escultor: Josep Clarà, signada obra de 1945-1946; en aquest emplaçament des de 1947                                                                                             | terracota                                        | C. Calatrava amb Doctor Carulla, jardins Biblioteca Clarà 41° 23′ 59″ N, 2° 07′ 46″ E / 41.399711°N,2.129556°E                    | 08019/5925-7   | Dona asseguda (Josep Clarà) · Vegeu més fotos d'aquesta obra · Carregueu una nova foto d'aquesta obra                                                                           |
| El pelegrí, també coneguda popularment com Sant Francesc                                | | Taller de Ceràmiques Bellvitge Marià Riera, signada, amb la col·laboració de Valentí Julià i Francesc Mercè 1965                                                                | ceràmica                                         | Camí de la Font de la Budallera 41° 25′ 05″ N, 2° 06′ 41″ E / 41.41796°N,2.11127°E                                                | 08019/5926-1   | El pelegrí (Marià Riera) · Vegeu més fotos d'aquesta obra · Carregueu una nova foto d'aquesta obra                                                                              |
| Primera pedra d'homenatge a Joan Brossa                                                 | | Joan Ardévol, amb la col·laboració de Juli Pérez, Esther Gatnau, Jaume Joanola, Lluís Mestres, Alan, Àngel Gómez i Pedro Quiñonero 2000                                         | pedra calcària de Sant Vicenç i de la Sénia      | C. Bon Pastor 41° 23′ 40″ N, 2° 09′ 00″ E / 41.39442°N,2.14988°E                                                                  | 08019/5928-1   | Primera pedra d'homenatge a Joan Brossa (Joan Ardévol) · Vegeu més fotos d'aquesta obra · Carregueu una nova foto d'aquesta obra                                                |
| Albula V, A Mossèn Jacint Verdaguer                                                     | | Escultor: Pablo Palazuelo, signada 1995 | planxa de ferro sobre pedestal de pedra arenisca | Vil·la Joana, Vallvidrera 41° 25′ 11″ N, 2° 06′ 01″ E / 41.41975°N,2.10031°E                                                      | 08019/5929-1   | Albula V (Pablo Palazuelo) · Vegeu més fotos d'aquesta obra · Carregueu una nova foto d'aquesta obra                                                                            |
| Sagrat Cor del Tibidabo                                                                 | | Escultor: Josep Miret, a partir d'un original de Frederic Marès 1935, destruït 1936, en l'actual emplaçament des de 1961                                                        | bronze                                           | Tibidabo, coronant el Temple Expiatori del Sagrat Cor 41° 25′ 18″ N, 2° 07′ 08″ E / 41.42175°N,2.11901°E                          | 08019/5930-1   | Sagrat Cor del Tibidabo (Josep Miret) · Vegeu més fotos d'aquesta obra · Carregueu una nova foto d'aquesta obra                                                                 |
| Creu de terme de Collserola                                                             | | Autor desconegut 1959, restaurada 1994 | pedra artificial                                 | Camí de a Vallvidrera al Tibidabo, turó del Mont 41° 25′ 03″ N, 2° 06′ 46″ E / 41.417557°N,2.112858°E                             | 08019/5931-1   | Creu de terme de Collserola · Modifica el valor a Wikidata · Carregueu una nova foto d'aquesta obra                                                                             |
| Escut de Barcelona a la Font de la Budellera                                            | | Escultor: Antoni Tàpies, signada 1988, sobre un disseny de 1971 | tècnica mixta                                    | Parc de la Font de la Budellera 41° 25′ 10″ N, 2° 06′ 45″ E / 41.41942°N,2.1125°E                                                 | 08019/5971-1   | Escut de Barcelona a la Font de la Budellera (Antoni Tàpies) · Vegeu més fotos d'aquesta obra · Carregueu una nova foto d'aquesta obra                                          |
| Al II aniversari de la República                                                        | Commemorant l'emissió de Francesc Macià per Ràdio Barcelona de la proclamació de la República Catalana                                                        | Escultor: Àngel Tarrach Arquitecte: Nicolau M. Rubió i Tudurí 1933, modificada la dedicatòria c. 1939                                                                           | pedra de Montjuïc                                | Instal·lacions de Ràdio Barcelona al Tibidabo 41° 25′ 27″ N, 2° 07′ 11″ E / 41.424119°N,2.119585°E                                | 08019/5972-1   | Al II aniversari de la República (Àngel Tarrach) · Modifica el valor a Wikidata · Carregueu una nova foto d'aquesta obra                                                        |
| Poema de Catalunya. A J. V. Foix                                                        | | Caligrama: Josep Vicenç Foix Arquitecte: Màrius Quintana 2002, sobre un caligrama de 1920                                                                                       |                                                  | Via Augusta, 341 41° 24′ 01″ N, 2° 07′ 22″ E / 41.40036°N,2.12272°E                                                               | 08019/5973-1   | Poema de Catalunya. A J. V. Foix · Carregueu una nova foto d'aquesta obra |
| El submarí Barcelona                                                                    | | construït entre 1954 i 1964, en aquest emplaçament des de 1986 | submarí SA-51                                    | Ronda de Dalt, accés al Museu de la Ciència 41° 24′ 52″ N, 2° 07′ 56″ E / 41.4145°N,2.13209°E                                     | 08019/5974-1   | El submarí Barcelona · Vegeu més fotos d'aquesta obra · Carregueu una nova foto d'aquesta obra                                                                                  |
| Panta rei, tot flueix, tot es mou                                                       | | Escultor: Tom Carr 2004 | acer inoxidable                                  | Av. J.V. Foix, 87 (Institut Tècnic Eulàlia) 41° 23′ 57″ N, 2° 07′ 01″ E / 41.39912°N,2.11701°E                                    | 08019/5975-1   | Panta rei (Tom Carr) · Vegeu més fotos d'aquesta obra · Carregueu una nova foto d'aquesta obra                                                                                  |
| A                                                                                       | | Escultor: Emili Armengol 2004 | acer corten, llautó, acer inoxidable             | C. Major de Can Caralleu, Acadèmia de Ciències Mèdiques de Catalunya i Balears 41° 24′ 05″ N, 2° 06′ 46″ E / 41.40137°N,2.11277°E | 08019/5976-1   | A (Emili Armengol) · Vegeu més fotos d'aquesta obra · Carregueu una nova foto d'aquesta obra                                                                                    |
| Al·legoria de l'astronomia                                                              | Relleu al frontispici de l'Observatori Fabra | Escultor: Rafael Atché Arquitecte: Josep Domènech i Estapà 1904 | pedra                                            | Camí de l'Observatori 41° 25′ 06″ N, 2° 07′ 27″ E / 41.418353°N,2.124280°E                                                        | 08019/555003-1 | Carregueu una nova foto d'aquesta obra |